# Національний парк Туркіно
Національний парк Туркіно, також відомий як Національний парк Сьєрра-Маестра — національний парк у провінції Сантьяго-де-Куба на південному сході Куби.

## Географія

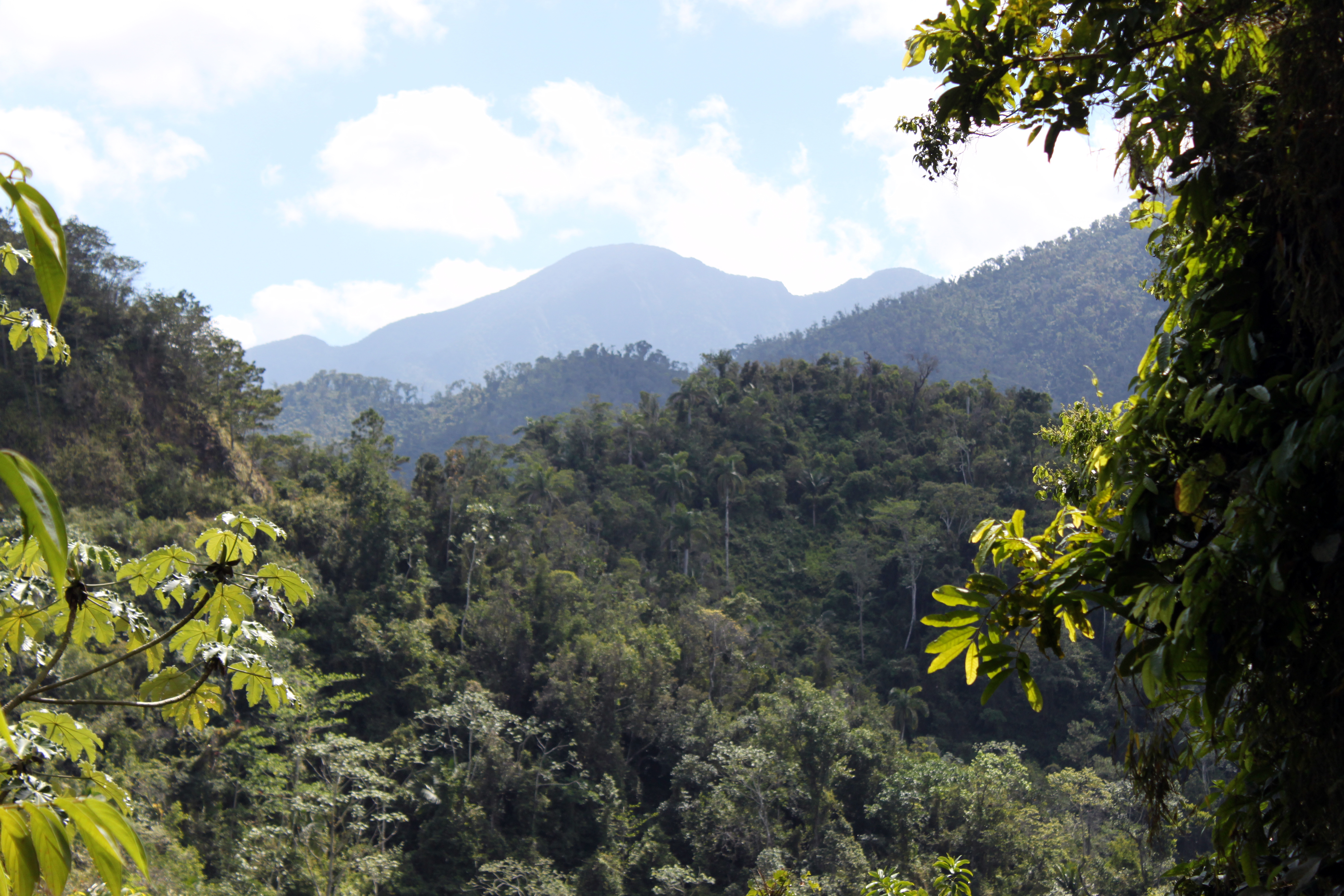
Кубинські вологі ліси в національному парку Туркіно.

Парк розташований у гірському хребті Сьєрра-Маестра. Це 50 км (31 миля) захід від Гуами, в муніципалітеті Гуама провінції Сантьяго-де-Куба.
Парк охороняє загальну площу 229,38 км2 (88,56 миля2). Він був заснований 8 січня 1980 року з прийняттям законопроєкту 27/1980.
Парк був названий на честь Піко Туркіно, найвищої точки на Кубі — 1 975 м (6 480 фут) на висоті. Інші гори національного парку Туркіно становлять Піко-Кубу, Піко-Реал та Піко-Суечію.

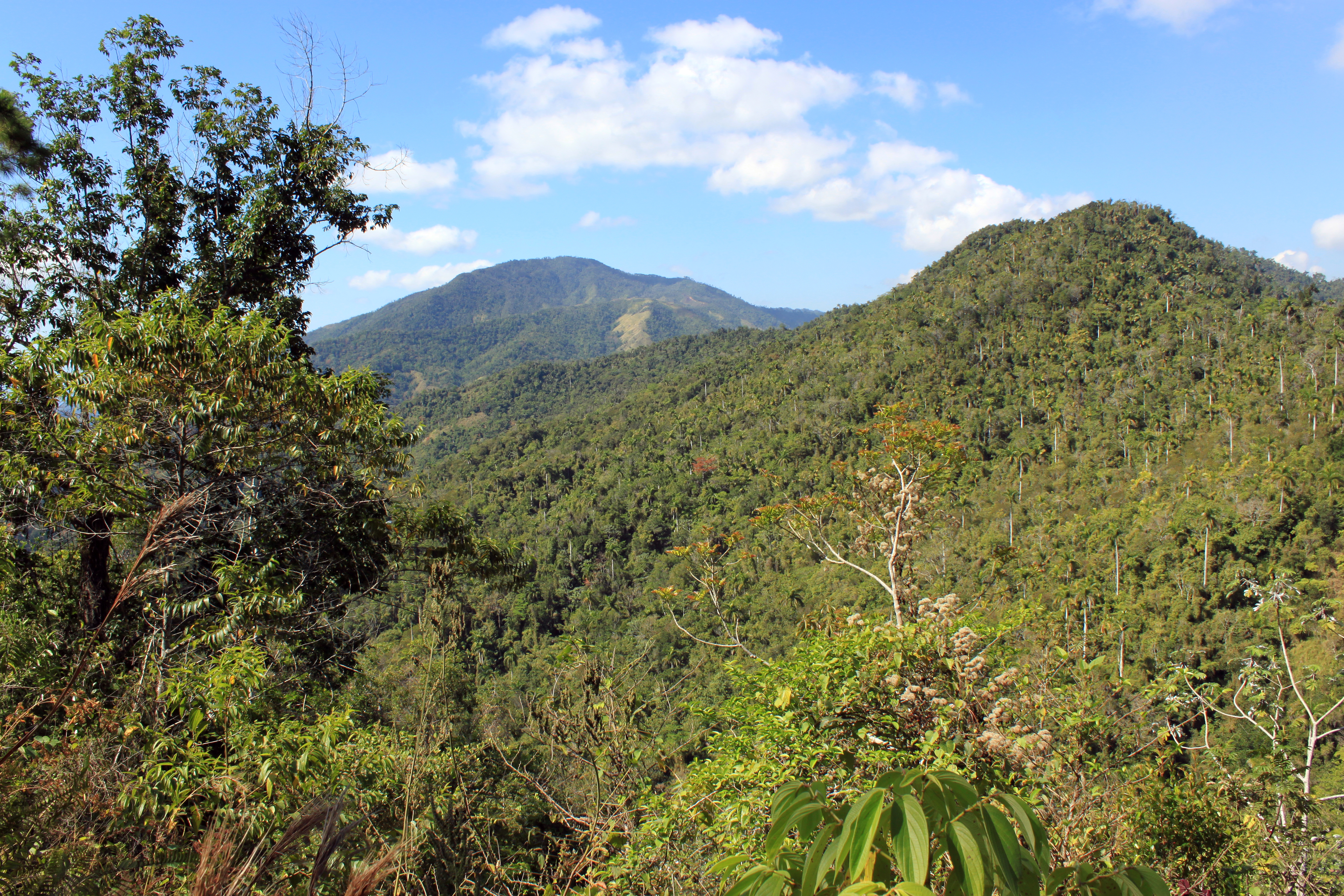
Гори Сьєрра-Маестра з кубинськими сосновими лісами в парку.

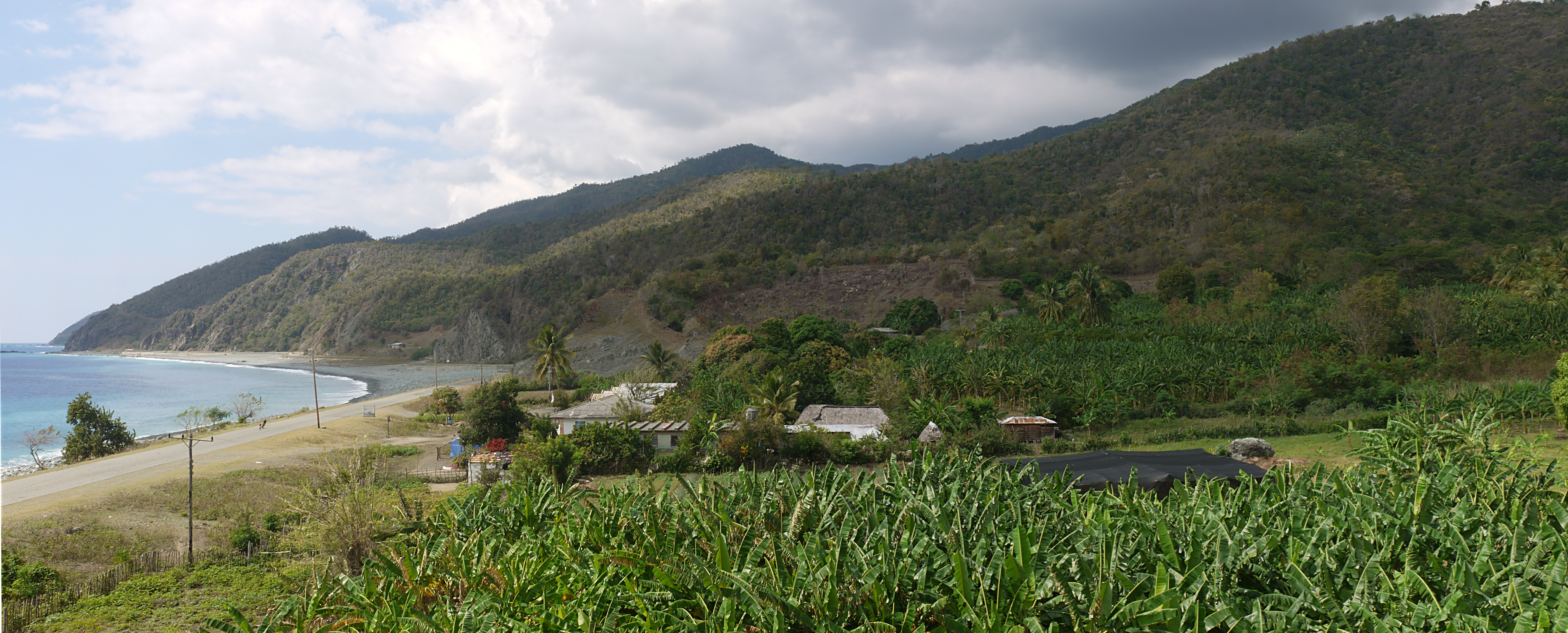
Стежка Лас-Куевас на узбережжі.

## Екологія
Парк має місця зростання тропічних лісів, включаючи кубинські вологі ліси нижчої висоти та екорегіони кубинських соснових лісів.
Територія парку становить частину середовища проживання південно-східного узбережжя Куби, на пляжі Мареа-дель-Портільо.